# Impatiens namchabarwensis
Espèce
Classification phylogénétique
Impatiens namchabarwensis est une espèce de plantes à fleurs de la famille des Balsaminaceae.  Elle est originaire de l'Himalaya.
Cette nouvelle espèce fut découverte dans le canyon de Namcha Barwa dans la région autonome du Tibet durant l'été 2003 par Yuan Yong-Ming et Ge Xue-Jun Yuan.
Cette impatiente est une vivace qui mesure de 40 à 50 cm de hauteur. Elle pousse à 930 m d'altitude dans une surface très réduite.
Synonymie
- Impatiens arguta var. bulleyana Hook. f.
- Impatiens gagei Hook. f.
- Impatiens taliensis Lingelsh. & Borza